# Oldřich Duras
Oldřich Duras (Humny, 1882 - Praag, 1957) was een Tsjechische schaker die in het begin van de 20e eeuw een van de sterkere spelers ter wereld was. Hij werd bekend om zijn originele stijl, waarin hij een mix van meer traditionele strategische elementen met tactische opportuniteiten combineerde. De Durasgambiet (1. e4 f5) is naar hem vernoemd.
Duras' beste prestaties waren in 1912, toen hij tweede werd op de tweede Poolse kampioenschappen, en in 1920, toen hij tweede werd op de tweede Tsjechische kampioenschappen.

## Wedstrijden
Duras speelde in verschillende belangrijke wedstrijden, waaronder het Poolse kampioenschap van 1912, het Tsjechische kampioenschap van 1920, het Tsjechische kampioenschap van 1923, het tweede Poolse kampioenschap van 1924, het derde Tsjechische kampioenschap van 1925, het Tsjechische kampioenschap van 1927, het Tsjechische kampioenschap van 1929, het Tsjechische kampioenschap van 1930, het Poolse kampioenschap van 1932 en het Tsjechische kampioenschap van 1935.

## Levensloop
Duras' levensloop begon toen hij in 1882 werd geboren in een arm gezin in Olomouc, Tsjechië. Hij begon als schaker op jonge leeftijd en werd al snel een sterke speler. Hij speelde in veel toernooien en won verschillende titels, waaronder de Poolse kampioenschap van 1912. In de jaren 20 en 30 reisde hij veel en deelnam hij aan verschillende toernooien. Hij speelde in het Tsjechische kampioenschap van 1935, waar hij tweede werd. Na zijn schaakcarrière gaf hij les in schaken en werkte hij als journalist. Hij stierf in 1957 in Praag.